# Recordes climáticos de São Sebastião do Paraíso
Aqui são listados os recordes climáticos de São Sebastião do Paraíso, município brasileiro no interior do estado de Minas Gerais. As informações foram coletadas por estações meteorológicas do Instituto Nacional de Meteorologia (INMET), operante por períodos inconstantes entre janeiro de 1961 e dezembro de 2020.
Segundo dados do INMET, referentes aos períodos de 1961 a 1966, 1980 a 1984, 1986 a 1988, 1991 a 2012, 2015 a atualmente, a menor temperatura registrada em São Sebastião do Paraíso foi de −2,8 ºC, no dia 10 de julho de 1994. A máxima foi de 38,4 ºC, em 7 de outubro de 2020, enquanto que a menor temperatura máxima foi de 11,4 ºC, ocorrida em 29 de junho de 1996. Já a maior temperatura mínima observada em um dia foi de 23,3 ºC, em 30 de setembro de 2020. O menor índice de umidade relativa do ar foi de 8%, ocorrido nos dias 6, 7 de setembro de 2011 e 8 de setembro de 2020, enquanto que o maior acumulado de chuva registrado em 24 horas foi de 179,8 mm, em 9 de março de 1982.

## Recordes

### INMET— até 2020
| Recordes climáticos de São Sebastião do Paraíso — 1961 a 1966, 1980 a 1984, 1986 a 1988, 1991 a 2012, 2015-atualmente |                          |                          |                          |                          |                          |                          |                          |                          |                               |                               |                                       |                                       |
| Ano | Maior temperatura máxima | Maior temperatura máxima | Menor temperatura máxima | Menor temperatura máxima | Maior temperatura mínima | Maior temperatura mínima | Menor temperatura mínima | Menor temperatura mínima | Umidade relativa do ar mínima | Umidade relativa do ar mínima | Acumulado de chuva máximo em 24 horas | Acumulado de chuva máximo em 24 horas |
| Ano | Recorde                  | Dia                      | Recorde                  | Dia                      | Recorde                  | Dia                      | Recorde                  | Dia                      | Recorde                       | Dia                           | Recorde                               | Dia                                   |
| 1961 | 36,6 ºC                  | 02/11                    | 17,0 ºC                  | 16/06                    | 22,4 ºC                  | 19/09                    | 10,2 ºC                  | 10/07                    | 11%                           | 19/09                         | 79,6 mm                               | 06/02                                 |
| 1962 | 31,6 ºC                  | 17/11                    | 16,2 ºC                  | 06/06                    | 20,4 ºC                  | 05/11                    | 3,6 ºC                   | 31/05                    | 18%                           | 12/07                         | 66,6 mm                               | 19/12                                 |
| 1963 | 35,0 ºC                  | 11/10                    | 17,4 ºC                  | 17/08                    | 22,2 ºC                  | 26/11                    | 4,6 ºC                   | 22/06                    | 14%                           | 06/08                         | 74,8 mm                               | 03/03                                 |
| 1964 | 31,0 ºC                  | 01/09                    | 14,4 ºC                  | 27/07                    | 21,0 ºC                  | 01/02                    | 1,4 ºC                   | 28/07                    | 18%                           | 13/10                         | 88,8 mm                               | 10/02                                 |
| 1965 | 32,2 ºC                  | 06/09                    | 15,0 ºC                  | 21/08                    | 22,0 ºC                  | 21/12                    | 1,7 ºC                   | 21/08                    | 15%                           | 22/08                         | 75,3 mm                               | 21/11                                 |
| 1966 | 31,4 ºC                  | 26/01                    | 17,0 ºC                  | 09/03                    | 21,2 ºC                  | 15/03                    | 9,4 ºC                   | 27/05                    | 38%                           | 01/06                         | 102,1 mm                              | 07/03                                 |
| 1980 | 35,2 ºC                  | 28/10                    | 18,2 ºC                  | 26/06                    | 20,2 ºC                  | 15/12                    | 2,3 ºC                   | 15/06                    | 22%                           | 30/09                         | 80,9 mm                               | 24/11                                 |
| 1981 | 34,8 ºC                  | 21/09                    | 15,0 ºC                  | 20/07                    | 20,4 ºC                  | 16/01                    | −4,2 ºC                  | 21/07                    | 17%                           | 16/09                         | 114,8 mm                              | 10/11                                 |
| 1982 | 31,6 ºC                  | 15/02                    | 18,7 ºC                  | 26/05                    | 20,8 ºC                  | 05/12                    | 6,7 ºC                   | 31/07                    | 18%                           | 12/09                         | 179,8 mm                              | 09/03                                 |
| 1983 | 32,3 ºC                  | 10/10                    | 15,1 ºC                  | 20/07                    | 21,7 ºC                  | 28/08                    | 4,0 ºC                   | 06/08                    | 23%                           | 31/08                         | 93,3 mm                               | 31/05                                 |
| 1984 | 32,6 ºC                  | 06/08                    | 15,6 ºC                  | 26/08                    | 20,0 ºC                  | 07/01                    | 2,4 ºC                   | 27/08                    | 19%                           | 12/09                         | 62,9 mm                               | 02/12                                 |
| 1986 | 34,2 ºC                  | 07/10                    | 17,4 ºC                  | 03/07                    | 21,0 ºC                  | 26/11                    | 4,2 ºC                   | 02/06                    | 25%                           | 24/09                         | 78,4 mm                               | 15/01                                 |
| 1987 | 35,6 ºC                  | 18/10                    | 16,5 ºC                  | 31/08                    | 22,1 ºC                  | 18/10                    | 0,0 ºC                   | 08/08                    | n/c                           | n/c                           | n/c                                   | n/c                                   |
| 1988 | 36,0 ºC                  | 28/09                    | 16,8 ºC                  | 05/06                    | 20,5 ºC                  | 05/01                    | 0,2 ºC                   | 26/07                    | 23%                           | 08/10                         | 106,5 mm                              | 15/12                                 |
| 1991 | 33,6 ºC                  | 28/11                    | 20,7 ºC                  | 08/10                    | 20,7 ºC                  | 09/01                    | 7,5 ºC                   | 13/06                    | 18%                           | 12/09                         | 84,0 mm                               | 09/12                                 |
| 1992 | 32,2 ºC                  | 15/11                    | 19,0 ºC                  | 09/07                    | 20,0 ºC                  | 21/01                    | 5,8 ºC                   | 25/08                    | 18%                           | 25/08                         | 75,8 mm                               | 29/10                                 |
| 1993 | 35,5 ºC                  | 07/09                    | 19,4 ºC                  | 23/08                    | 20,2 ºC                  | 23/11                    | 3,2 ºC                   | 28/06                    | 17%                           | 14/09                         | 69,3 mm                               | 19/03                                 |
| 1994 | 36,4 ºC                  | 02/10                    | 14,9 ºC                  | 26/06                    | 21,2 ºC                  | 25/02                    | −2,8 ºC                  | 10/07                    | 15%                           | 27/06                         | 57,6 mm                               | 15/05                                 |
| 1995 | 35,8 ºC                  | 18/01                    | 19,6 ºC                  | 10/07                    | 20,6 ºC                  | 03/02                    | 6,4 ºC                   | 20/05                    | 14%                           | 10/09                         | 91,0 mm                               | 14/10                                 |
| 1996 | 34,8 ºC                  | 25/01                    | 11,4 ºC                  | 29/06                    | 20,3 ºC                  | 12/01                    | 1,6 ºC                   | 13/07                    | 28%                           | 19/07                         | 74,0 mm                               | 10/01                                 |
| 1997 | 36,6 ºC                  | 09/09                    | 20,0 ºC                  | 21/07                    | 20,8 ºC                  | 01/11                    | 6,0 ºC                   | 11/08                    | 20%                           | 08/09                         | 94,0 mm                               | 21/10                                 |
| 1998 | 35,0 ºC                  | 14/09                    | 18,9 ºC                  | 09/08                    | 21,4 ºC                  | 10/02                    | 5,9 ºC                   | 04/07                    | 23%                           | 16/07                         | 100,0 mm                              | 30/05                                 |
| 1999 | 36,0 ºC                  | 16/10                    | 18,4 ºC                  | 15/08                    | 20,2 ºC                  | 05/02                    | 1,6 ºC                   | 21/05                    | 14%                           | 04/09                         | 77,1 mm                               | 11/03                                 |
| 2000 | 36,4 ºC                  | 14/10                    | 17,6 ºC                  | 17/07                    | 20,8 ºC                  | 24/01                    | −0,6 ºC                  | 17/07                    | 16%                           | 18/07                         | 135,8 mm                              | 03/01                                 |
| 2001 | 34,5 ºC                  | 25/09                    | 15,2 ºC                  | 20/06                    | 19,8 ºC                  | 10/02                    | 2,2 ºC                   | 28/06                    | 27%                           | 07/05                         | 80,1 mm                               | 30/11                                 |
| 2002 | 34,4 ºC                  | 12/03                    | 19,2 ºC                  | 02/09                    | 20,8 ºC                  | 10/12                    | 1,4 ºC                   | 03/09                    | 28%                           | 27/04                         | 109,9 mm                              | 24/02                                 |
| 2003 | 36,8 ºC                  | 25/09                    | 20,4 ºC                  | 26/08                    | 21,0 ºC                  | 27/10                    | 3,2 ºC                   | 18/08                    | 16%                           | 25/09                         | 78,0 mm                               | 04/12                                 |
| 2004 | 35,3 ºC                  | 25/09                    | 19,2 ºC                  | 27/05                    | 20,6 ºC                  | 13/01                    | 4,7 ºC                   | 28/05                    | 15%                           | 30/08                         | 90,0 mm                               | 09/01                                 |
| 2005 | 35,8 ºC                  | 16/10                    | 16,8 ºC                  | 19/07                    | 20,8 ºC                  | 22/01                    | 4,3 ºC                   | 10/07                    | 14%                           | 09/07                         | 95,0 mm                               | 25/05                                 |
| 2006 | 35,1 ºC                  | 15/09                    | 20,8 ºC                  | 05/09                    | 20,2 ºC                  | 17/01                    | 3,6 ºC                   | 11/05                    | 21%                           | 23/08                         | 66,0 mm                               | 05/01                                 |
| 2007 | 35,4 ºC                  | 29/10                    | 17,4 ºC                  | 23/05                    | 20,4 ºC                  | 15/01                    | 3,6 ºC                   | 25/05                    | 24%                           | 21/07                         | 90,0 mm                               | 19/02                                 |
| 2008 | 35,6 ºC                  | 16/10                    | 17,2 ºC                  | 03/05                    | 20,6 ºC                  | 17/10                    | 1,3 ºC                   | 09/06                    | 22%                           | 12/09                         | 76,0 mm                               | 30/01                                 |
| 2009 | 33,6 ºC                  | 13/01                    | 15,0 ºC                  | 02/06                    | 20,8 ºC                  | 03/12                    | 0,2 ºC                   | 03/06                    | 34%                           | 30/08                         | 125,0 mm                              | 13/02                                 |
| 2010 | 34,8 ºC                  | 06/10                    | 19,8 ºC                  | 28/09                    | 21,4 ºC                  | 05/12                    | 2,2 ºC                   | 13/05                    | 16%                           | 04/09                         | 87,0 mm                               | 08/02                                 |
| 2011 | 35,6 ºC                  | 30/09                    | 18,4 ºC                  | 04/08                    | 20,6 ºC                  | 13/01                    | 0,0 ºC                   | 28/06                    | 8%                            | 06/09                         | 63,4 mm                               | 15/01                                 |
| 2012 | 35,2 ºC                  | 12/09                    | 21,6 ºC                  | 01/01                    | n/c                      | n/c                      | n/c                      | n/c                      | n/c                           | n/c                           | n/c                                   | n/c                                   |
| 2015 | 37,4 ºC                  | 15/10                    | 18,9 ºC                  | 10/09                    | 21,9 ºC                  | 20/09                    | n/c                      | n/c                      | n/c                           | n/c                           | 72,4 mm                               | 22/12                                 |
| 2016 | 35,0 ºC                  | 18/09                    | 18,6 ºC                  | 23/05                    | 21,1 ºC                  | 15/01                    | 0,2 ºC                   | 18/07                    | 10%                           | 18/07                         | 83,4 mm                               | 14/11                                 |
| 2017 | 34,6 ºC                  | 09/10                    | 16,0 ºC                  | 18/07                    | 20,5 ºC                  | 08/12                    | 4,2 ºC                   | 11/06                    | 12%                           | 14/10                         | 55,6 mm                               | 23/01                                 |
| 2018 | 35,2 ºC                  | 24/09                    | 17,4 ºC                  | 20/05                    | 21,2 ºC                  | 13/10                    | 1,8 ºC                   | 11/08                    | 13%                           | 15/08                         | 86,2 mm                               | 11/10                                 |
| 2019 | 36,5 ºC                  | 20/09                    | 16,4 ºC                  | 04/08                    | 20,7 ºC                  | 24/01                    | −0,5 ºC                  | 07/07                    | 12%                           | 20/09                         | 97,8 mm                               | 22/03                                 |
| 2020 | 38,4 ºC                  | 07/10                    | 17,3 ºC                  | 21/08                    | 23,3 ºC                  | 30/09                    | 2,9 ºC                   | 26/05 e 27/05            | 8%                            | 08/09                         | 69,8 mm                               | 22/02                                 |

Legenda
- Recordes de maiores temperaturas
- Recordes de menores temperaturas
- Recordes de menor índice de umidade do ar
- Recordes de precipitação
- n/c — informação não publicada ou inconsistente